# 小千手螺
小千手螺（学名：Chicoreus axicornis），是新腹足目骨螺科千手螺属的一种。主要分布于印度尼西亚、中国大陆、台湾，常栖息在浅海珊瑚礁、岩石底、潮下带。